# Paolo Conti (basket-ball, 1969)
Pour les articles homonymes, voir Conti.
Ne doit pas être confondu avec Paolo Conti (basket-ball, 1938).
Paolo Conti, né le 9 novembre 1969, à Rho, en Italie, est un joueur et entraîneur de basket-ball italien. Il évolue aux postes d'ailier fort et de pivot.

## Palmarès
Finaliste des Goodwill Games 1994